# François Bourbotte
François Bourbotte (24 de fevereiro de 1913 - 15 de dezembro de 1972) foi um futebolista francês. Ele competiu na Copa do Mundo FIFA de 1938, sediada na França.